# 肯辛頓 (加利福尼亞州)
肯辛頓（英語：Kensington）是位於美國加利福尼亞州康特拉科斯塔縣的一個人口普查指定地區。

## 地理
肯辛頓的座標為37°54′38″N 122°16′49″W / 37.91056°N 122.28028°W，而該地最高點為海拔高度179米（即587英尺）。

## 人口
根據2010年美國人口普查的數據，肯辛頓的面積為2.477平方千米，當中陸地面積為2.453平方千米，而水域面積為0.024平方千米。當地共有人口5077人，而人口密度為每平方千米2,049人。